# Архетип (мовознавство)
Архетип (праформа, прототип, первинна форма, «форма під зірочкою») — мовна одиниця чи структура, реконструйована (відновлена)  порівняльно-історичним методом із форм пізніших хронологічних рівнів мов. Архетип являє собою імовірну форму, що виводиться шляхом порівняння реально засвідчених структурних елементів мов з урахуванням законів розвитку мов і репрезентує прамовний стан сім’ї чи групи споріднених мов.
Архетипами можуть бути різноманітні мовні одиниці та структури — лексеми, основи, корені, морфеми, детермінативи, фонеми і навіть речення. Найпоширеніша реконструкція архетипів на рівні морфем. Архетип може відтворюватися для прамовних станів різної хронологічної глибини.

## Позначення
Задля чіткого розрізнення засвідчених і реконструйованих форм, відновлені форми позначаються на письмі астериском (*), який ставиться перед реконструйованою формою. У прамовах, наприклад праіндоєвропейській, які є повністю реконструйованими на матеріалі мов-нащадків, усі слова та морфеми позначаються зірочкою.
Наприклад, праслов’янська форма *melko ‘молоко’ реконструюється із форм слов’янських мов: укр. молоко, біл. малако, пол. mleko, чеськ. mléko, словац. mlieko, в.-луж. mloko, н.-луж. mloko, староцерк.-слов. млѣко, болг. мляко, хорв. mlijeko.
Протогерманська форма для позначення числа одинадцять: *ainlif букв. ‘один, що залишився (після рахування до десяти)’, споріднене сучасним англ. one, leave’. Цю форму відновлено із засвідчених в германських мовах форм: давн-англ. endleofan → англ. eleven, д.-в.-нім. einlif → нім. elf, д.-сканд. ellifu, гот. ainlib-.
Праіндоєвропейська форма іє. *bhrāter відновлена в результаті порівняння санскр. bhrātā, авест. brātar, староцерк.-слов. братръ, лат. frāter та ін. Для загальнослов’янського стану архетипом буде форма *bratrъ, яка реконструюється на основі порівняння історично засвідчених форм слов’янських мов.
Не слід плутати використання зірочки перед архетипом та перед граматично невірною формою, напр.: *залишавшийся — тут астериском позначено невірну для української мови дієприкметникову форму (докладніще щодо використання зірочки див. Зірочка#У мовознавстві).